# Дечији културни центар Ниш
Дечији културни центар је културно–образовна установа чији је оснивач град Ниш. Налази се у улици Девета бригада 10.

## Историја
Дечији културни центар је основан као Пионирски дом „Станко Пауновић” 31. октобра 1948. са циљем да образује, васпитава, социјализује и унапређује стваралачке способности деце у њихово слободно време. Током шездесет и девет година се налазио на неколико локација мењајући просторе, а данас своју делатност остварује у парку Чаир где му је седиште и у две испоставе на Булевару Немањића и у насељу Брзи Брод. Представља установу отвореног типа намењену деци и младима која организује образовне активности кроз секције и манифестације, такмичења, трибине, сусрете, концерте, саветовања, изложбе, турнире, књижевне вечери, премијере, предавања, радионице и друге програмске активности. Реализују програме у областима образовања, културе и спорта и имају укупно деветнаест систематизованих радних места са укупно тридесет и девет извршилаца, од тога двадесет и два са високом, три са вишом и четрнаест са средњом стручном спремом.